# Platja d'en Talla Dofins
La platja d'en Talla Dofins, o d'en Talladofins, és una platja natural del municipi de Cadaqués (Alt Empordà) situada a la part més meridional de la badia de Guillola, al Parc Natural del Cap de Greus. Tot i estar orientada al nord, és arrecerada per trobar-se dins de la badia. Té una longitud d'11 m i una amplada mitjana de 15 m, formada per còdols aplanats. S'hi accedeix per un corriol des de la platja de s'Alqueria.
El nom és degut al fet que els dofins eren comuns a la zona, i eren caçats i esquarterats en ser competència directa per als pescadors.